# Absolutna nieskończoność
Absolutna nieskończoność – rozwinięcie idei nieskończoności zaproponowane przez matematyka Georga Cantora.
Cantor w swojej idei związał pojęcie absolutnej nieskończoności z Bogiem   i wierzył, że spełnia ona różne właściwości matematyczne, m.in. zasadę odbicia.
Absolutna nieskończoność nie może być traktowana jako zbiór wszystkich liczb porządkowych, gdyż rozumiana tak prowadzi do paradoksu Burali-Fortiego.
Absolutną nieskończoność oznacza się znakiem omegi (Ω).